# Pi Chamaeleontis
Pi Chamaeleontis (π Chamaeleontis, förkortat Pi Cha, π Cha) som är stjärnans Bayerbeteckning, är en ensam stjärna belägen i den norra delen av stjärnbilden Kameleonten. Den har en skenbar magnitud på 5,64 och är svagt synlig för blotta ögat där ljusföroreningar ej förekommer. Baserat på parallaxmätning inom Hipparcosuppdraget på ca 24,1 mas, beräknas den befinna sig på ett avstånd på ca 135 ljusår (ca 42 parsek) från solen.

## Egenskaper
Pi Chamaeleontis är en gul till vit underjättestjärna av spektralklass A9 IV eller F1 III. Den har en massa som är ca 50 procent större än solens massa, en radie som är ca 2,2 gånger större än solens och utsänder från dess fotosfär ca 8 gånger mera energi än solen vid en effektiv temperatur på ca 6 900 K.